# Grunchia dolosa
Grunchia dolosa är en insektsart som beskrevs av Blocker 1975. Grunchia dolosa ingår i släktet Grunchia och familjen dvärgstritar. Inga underarter finns listade i Catalogue of Life.